# Logdans

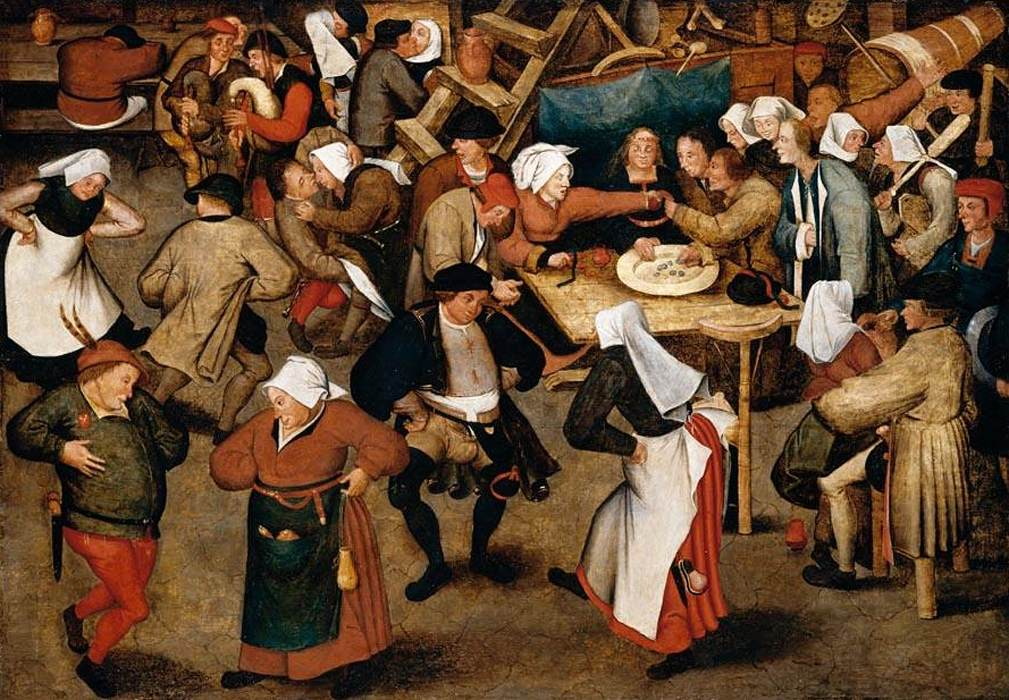
Målning av Pieter Bruegel d.y., ca 1616, föreställande en logdans efter ett bröllop.

Logdans är en folklig danstillställning i lantlig miljö. Namnet på denna typ av sällskapsdans kommer av att de traditionellt arrangerats på logar. Ungdomarna brukade förr i tiden samlas utomhus på lördagskvällarna under sommaren för att roa sig och dansa. Tröskladorna var ett synnerligt bra alternativ – de erbjöd tak och framför allt: ett jämnt golv. Det var nödvändigt att loggolven var jämna och utan springor under slagtröskningens tid.

## Aktiva logdanser i Sverige

### Norrland
- Logen Käckkärn, Piteå
- Bredsele Park, Norsjö
- Gräsmyr loge, Gräsmyr, Nordmaling

### Mellansverige
- Tors loge, Torsåker, Hofors (dock inställt 2023 och 2024)
- Mannes loge, Svärdsjö
- Lilltorpet, Falun
- Tyllsnäs udde, Borlänge
- Hjortnäs brygga, Leksand[2]
- Löfstad loge, Norrköping

### Södra Sverige
- Calles Loge, Kristianstad
- Björka Loge, Södra Sandby